# Craig Henderson
Pour les articles homonymes, voir Henderson.
Craig Henderson, né le 24 juin 1987 à Lower Hutt en Nouvelle-Zélande, est un footballeur international néo-zélandais évoluant au poste de milieu de terrain au Indy Eleven en NASL.

## Biographie

### Carrière en club
Craig Henderson commence sa carrière à Western Suburbs. Il joue ensuite en faveur du Team Wellington.
En 2005, il quitte son pays natal et s'engage en faveur du club américain de Dartmouth Big Green. En 2010, il rejoint le club suédois de Mjällby AIF.

### Carrière internationale
Il participe aux Jeux olympiques d'été de 2008.
Le 9 février 2010, Henderson est officiellement sélectionné dans la liste de 17 joueurs pour disputer face au Mexique un match amical à Los Angeles le 3 mars 2010. Cependant, il se blesse au genou à l'entraînement avec son club une semaine avant le match et il est contraint de déclarer forfait.
Le 17 mai 2011, Henderson fait partie de la liste des 23 joueurs retenus pour jouer face au Mexique et l'Australie pour des rencontres amicales en juin 2011. Il n'entre toutefois pas en jeu durant les deux matchs.
Après son retour de sa blessure, Henderson réalise finalement ses débuts en équipe de Nouvelle-Zélande le 15 octobre 2013, lors d'un match amical contre Trinité-et-Tobago.